# Alquimia
Alquimia ist eine Sängerin und Komponistin aus Mexiko, Stilrichtung World Music, Folk und Ambient. Sie lebt in London.
Sie spielt diverse Instrumente und singt in den Sprachen Spanisch, Englisch, Französisch und Nahuati.
Die Künstlerin arbeitet mit Elektronikern und Ambient-Musikern wie Hans-Joachim Roedelius, Rüdiger Gleisberg, Peter Mergener und Zinkl zusammen.

## Diskografie
- Forever
- Garden of Dreams
- Angaelic Voices
- Underwater
- A Separate Reality
- Move & Resonate